# Hoplites
Cet article concerne le genre d'ammonites. Pour fantassin de la Grèce antique, voir Hoplite.
Genre
Le genre Hoplites regroupe des ammonites (mollusques céphalopodes marins éteints), de la famille des Hoplitidae qui ont vécu à la fin de la série du Crétacé inférieur durant l'étage Albien, il y a environ −105 millions d'années.

## Description
La coquille présente une section rétrécie latéralement, de forme rectangulaire à trapézoïdale aplatie. Ce genre d'ammonite se distingue par des lignes de sutures externes particulièrement développées vers l'avant (selles), qui vont en s'épaississant depuis les appuis ombilicaux. Une ou deux sutures secondaires, moins proéminentes, peuvent se développer entre ces côtes principales. Les côtes cessent d'être jointives à partir de l'abdomen et s'opposent ensuite, soit de façon alterne, soit face à face. Elles se terminent par des nodosités.
Le genre présente un dimorphisme sexuel marqué.

## Répartition et portée stratigraphique
Les spécimens du genre Hoplites se trouvent surtout en Europe (jusqu'au Spitzberg), en Afrique du Nord et au Mexique. Un autre gisement est le bassin trans-caspien, c'est-à-dire le versant asiatique de la Mer Caspienne. Selon l'échelle géologique, leur présence coïncide strictement avec une division du Crétacé, l’Albien moyen (de 108 à 104 millions d'années).
Les Hoplites sont un fossile stratigraphique important pour la datation de l'étage Albien. Elles ont été étudiées dans le détail sur le stratotype historique de l'étage, en France, dans le département de l'Aube.

## Systématique
Ce genre, qui recouvrait autrefois un vaste nombre de fossiles, ne désigne plus aujourd'hui que quelques espèces très précises d'ammonites. Plusieurs auteurs y distinguent deux sous-genres : Hoplites (Hoplites) (Neumayr, 1875) et Hoplites (Isohoplites) (Casey, 1954).
Parmi les espèces d'Hoplites :
- Hoplites benettianus (J. de C. Sowerby, 1826)
- Hoplites dentatus (J. Sowerby, 1821)
- Hoplites steinmanni (Jacob, 1907)
- Hoplites rudis (Parona & Bonarelli, 1897)
- Hoplites svalbardensis (Nagy, 1970)
- Hoplites cunningtoni (Spath, 1925)
- Hoplites weissi (Neumayr et Uhlig, 1881)...

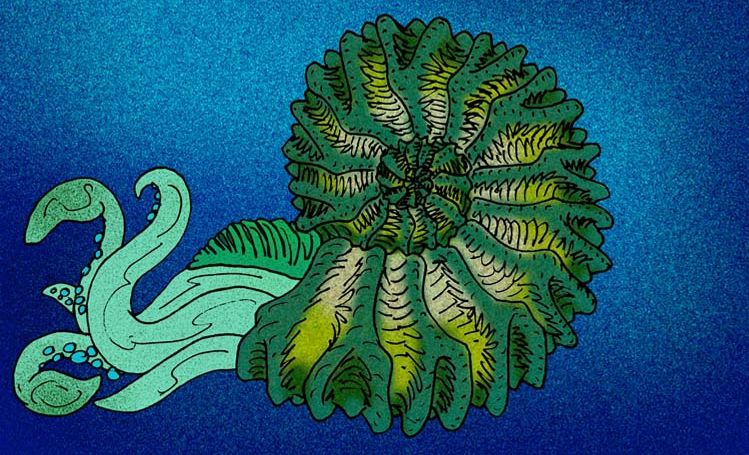
Vue d'artiste de l'animal vivant (Hoplites dentatus).

## Voir également
- (de) Cet article est partiellement ou en totalité issu de l’article de Wikipédia en allemand intitulé « Hoplites » (voir la liste des auteurs).
- Hoplites sur The Paleontology Database